# Mały Trościeniec
Mały Trościeniec (biał. Малы́ Трасьцяне́ц, ros. Ма́лый Тростене́ц) – mikrorejon Mińska, dawniej wieś na Białorusi położona 12 kilometrów na wschód od tego miasta, przed II wojną światową miejsce rozstrzeliwań ofiar represji politycznych przez NKWD, w okresie wojny miejsce masowych mordów Żydów przez Niemców. Mały Trościeniec wymieniano również jako możliwą lokalizację ukrycia zwłok ofiar zbrodni katyńskiej zamordowanych w 1940 roku przez NKWD.

## Niemiecki obóz zagłady
W 1941 Niemcy założyli w Małym Trościeńcu obóz dla sowieckich jeńców wojennych pojmanych podczas niemieckiej inwazji na ZSRR. Od maja 1942 służył on głównie mordowaniu Żydów w ramach tzw. ostatecznego rozwiązania. Liczbę ofiar instytut Jad Waszem szacuje na ok. 65 000, aczkolwiek na pomniku postawionym na miejscu masowych grobów widnieje liczba 201 500. Jak zwykle na radzieckich pomnikach, inskrypcja nie wspomina, że ofiarami byli Żydzi.

## Uroczysko Błagowszczyzna
Na terenie uroczyska Błagowszczyzna, które było miejscem sowieckich egzekucji, a później niemieckich, w 1956 roku utworzono wysypisko śmieci. Białoruski historyk Ihar Kuzniacou uważa, że mogą tam spoczywać rozstrzelani polscy oficerowie z tak zwanej białoruskiej listy katyńskiej.